# Охотников, Владимир Николаевич
Влади́мир Никола́евич Охо́тников (9 августа 1847, Москва — 24 апреля 1919, Мальта) — русский промышленник, сенатор, член Государственного совета Российской империи, действительный тайный советник. Владелец усадьбы Елизаветино.

## Биография
Происходил из дворянского рода Охотниковых; потомственный дворянин Московской, Орловской, Пензенской и Оренбургской губерний. Крупный землевладелец Волынской, Воронежской, Орловской, Пензенской, Оренбургской и Московской губерний (127 787 десятин). Владел конным, свеклосахарным, лесопильным, медеплавильным заводами, прииском, тремя домами в Санкт-Петербурге.
Окончил Александровский лицей с чином XIV класса (1866).
После окончания учёбы поселился в своем имении в Пензенской губернии. В 1872 году был избран депутатом дворянства Керенский уезд, в 1873 году был избран почётным мировым судьёй того же уезда, в 1875 году — уездным предводителем дворянства.
В 1877 году был зачислен в 18-й Переяславский драгунский полк с которым принял участие в русско-турецкой войне.
Избран Пензенским губернским предводителем дворянства (1879—1881).
В августе 1887 года получил чин действительного статского советника.
С 1893 года — уполномоченный по разработке и введению казенной продажи питий в Самарской, Пермской, Уфимской и Оренбургской губ., а с 1896 года — член Совета по делам казенной продажи питий. В апреле 1899 года был произведён в тайные советники и пожалован в шталмейстеры Высочайшего двора.
В мае 1902 года назначен сенатором по Департаменту герольдии Сената.
В 1912—1915 гг. состоял членом Государственного совета по выборам от съезда землевладельцев Оренбургской губернии (входил в группу правых). В декабре 1916 года получил чин действительного тайного советника. В январе 1917 года был назначен членом Государственного совета. После Февральской революции 1917 года вышел в отставку.
Скончался 24 апреля 1919 года на о. Мальта.

## Семья

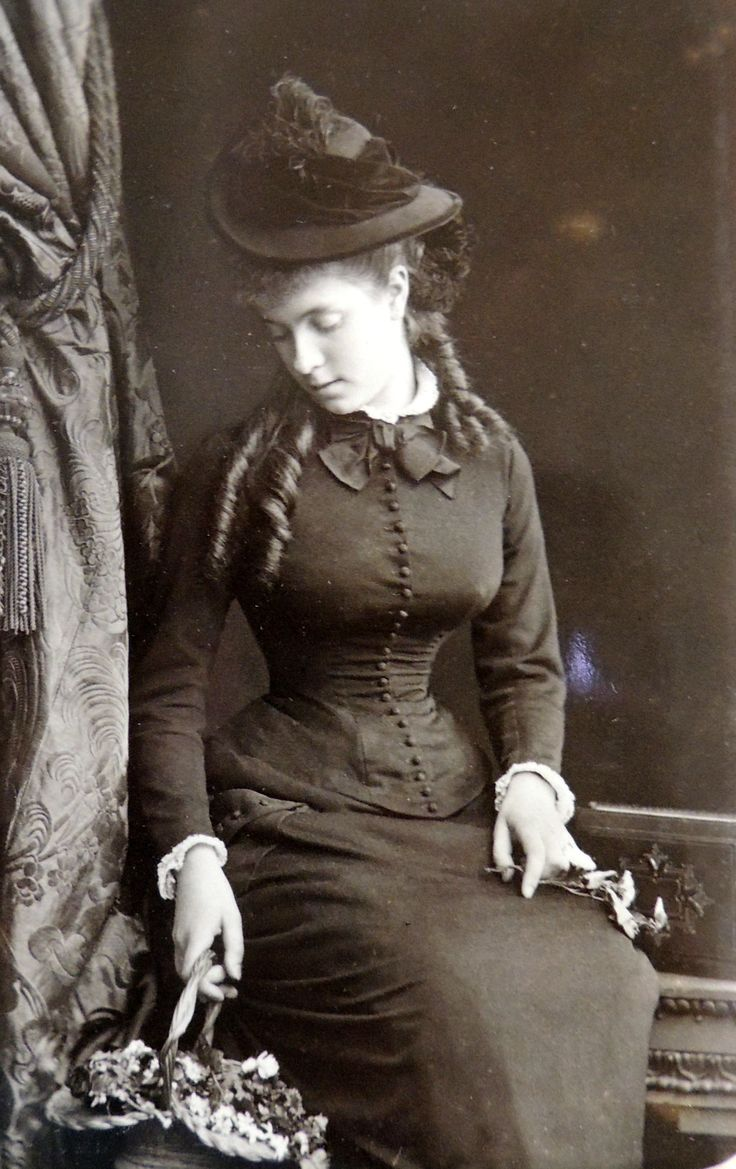
Александра Петровна, жена

Жена (с 20 апреля 1886 года) — княжна Александра Петровна Трубецкая (24.11.1857—1949), родилась в Париже, фрейлина двора, дочь князя Петра Никитича Трубецкого от брака с Елизаветой Эсперовной Белосельской-Белозерской. После смерти последней унаследовали имение Елизаветино под Гатчиной. В эмиграции жила в Ницце. Член Дамского общества в память императрицы Марии Федоровны и Союза ревнителей памяти императора Николая II. В последние годы жила в Русском доме в Ментоне. Похоронена в Ницце на кладбище Кокад. Дети:
- Елена Владимировна (1888—1975) — в первом браке супруга графа Алексея Алексеевича Игнатьева; после развода вступила во второй брак с Петром Александровичем Половцовым.
- Мария Владимировна (1897—1983)[4] — фрейлина, жена Георгия (Юрия) Владимировича Фредерикса-Маразли (1890—1927), во втором браке — за Вадимом Михайловичем Миклашевским (1890—1963).

## Награды
- Знак отличия Военного ордена (1877)
- Орден Святого Станислава 1-й ст. (1891)
- Орден Святой Анны 1-й ст. (1895)
- Орден Святого Владимира 2-й ст. (1896)
- Орден Белого Орла (1901)
- Высочайшая благодарность (1903)
- Орден Святого Александра Невского (1909) с бриллиантовыми знаками (1914)
- медаль «В память русско-турецкой войны 1877—1878»
- медаль «В память царствования императора Александра III»
- медаль «В память 300-летия царствования дома Романовых» (1913)

Иностранные:
- мекленбург-шверинский Орден Грифона почётного креста (1889)